# بریت سینووه یوهانسن
بریت سینووه یوهانسن (به انگلیسی: Britt Synnøve Johansen) (زاده ۲۳ ژوئن ۱۹۷۰) خواننده نروژی است.
او نماینده نروژ در مسابقه آواز یوروویژن ۱۹۸۹ بود.